# Langues salivanes
Les langues salivanes sont une famille de langues amérindiennes d'Amérique du Sud, parlées au Venezuela et en Colombie, principalement dans les moyen et haut bassins de l'Orénoque.

## Classification
Les bases de données linguistiques Ethnologue et Glottolog classent dans la famille des langues salivanes les langues suivantes, :
- le sáliva ou sáliba ;
- famille piaroa-maco :
  - le piaroa ;
  - le maco ou wirö.

## Caractéristiques
Jolkesky note qu'il y a des similitudes lexicales avec les langues des familles de langues andoke–urekena (en), arawaks, tucanoanes ainsi qu'avec le Máku (en) et le yaruro. Lozano a également relevé des similitudes entre les langues salivanes et arawaks.
Zamponi trouve des ressemblances entre la langue betoi éteinte et le Piaroa-Saliban. Il considère qu'une relation généalogique est plausible, bien que les données sur le betoi soient rares.
Labrada montre qu'il existe des similitudes lexicales avec le hodï (jodï), ce qu'il interpréte comme une preuve de l'existence de la famille des langues duho (en). Cependant, Zamponi note que ces similitudes pourraient aussi être expliquées par le contact entre les locuteurs.
Jolkesky inclut les langues salivanes dans la famille des langues duho avec le betoi, le hodï et les langues ticuna–yuri (en).

## Vocabulaire
Loukotka énumère les éléments de vocabulaire de base suivants pour les langues salivanes :
| français | piaroa       | maco        | sáliva     |
| -------- | ------------ | ----------- | ---------- |
| un       | yauotenéte   | niareti     | sinote     |
| deux     | tonerima     | tagus       | toxera     |
| trois    | wabodexkuána | perkotahuya | kenxuapadi |
| tête     | tsú          |             | yio        |
| œil      | chiere       |             | pakuté     |
| dent     | tsaxká       |             | oayá       |
| homme    | uba          |             | umbei      |
| eau      | ahiya        | ahia        | kagua      |
| feu      | uxkude       |             | egusta     |
| soleil   | morho        | gama        | numeseki   |
| maïs     | ñamo         | imó         | yamo       |
| jaguar   | ñáwi         |             | impué      |
Labrada répertorie les éléments suivants de la liste Swadesh qui peuvent être reconstitués à partir du protosálivan :
| no  | français        | sáliva    | piaroa       | maco          |
| --- | --------------- | --------- | ------------ | ------------- |
| 13  | mordre          | ɲĩpe      | jɨ̃           | d͡ʒɨ̃bɨ         |
| 15  | sang            | kʷau      | t͡ʃukʷɤha     | t͡ʃukʷi it͡sobu |
| 22  | froid           | dia       | dijɑwɑʔɑ     | tid͡ʒua        |
| 31  | boire           | õgʷe      | ɑwu          | owɨ           |
| 36  | sol             | sẽxẽ      | ɾẽhẽ         | nihi          |
| 37  | manger          | ikʷe      | ku           | kuanɨ         |
| 38  | œuf             | hiea      | ijæ          | id͡ʒapo        |
| 39  | œil             | pahute    | t͡ʃiʔæhæɾe    | t͡ʃɨbahale     |
| 41  | loin            | oto       | ɤtɤ          | ɨdɨ           |
| 42  | graisse/huile   | õdete     | ɑ̃dẽ          | õte           |
| 49  | poisson         | pahĩdi    | pɤĩ          | bãĩ           |
| 53  | fleur           | sebapu    | æʔu          | ĩt͡sãbũ        |
| 66  | main            | umo       | t͡ʃũmu        | t͡ʃɨmamu       |
| 70  | cœur            | omaidi    | t͡ʃɑ̃mi isɤkˀi | t͡ʃomahade     |
| 71  | lourd           | umaga     | ɑmækɑʔɑ      | ɨmɨka         |
| 96  | viande          | dea       | t͡ʃidepæ      | itebia        |
| 99  | bouche          | aha       | t͡ʃæ          | t͡ʃaa          |
| 106 | nez             | ĩxu       | t͡ʃ̃ɨhĩjũ      | t͡ʃĩd͡ʒũ        |
| 116 | rouge/jaune     | dua       | tũɑ̃ʔɑ̃        | duwɨ          |
| 119 | rivière         | oxe       | ɑhe          | ohʷe          |
| 120 | chemin          | maana     | mænæ         | mana/mãlã     |
| 138 | ciel            | mũma sẽxẽ | moɾɤ̃hæ̃       | mɨ̃lẽhẽ        |
| 139 | dormir          | ae        | æʔɨ          | abɨ           |
| 144 | serpent         | ɟakʷi     | ækɑ          | akoˀda        |
| 152 | étoile          | sipodi    | siɾikˀɤ      | t͡siɾiʔi       |
| 158 | gonfler         | hipame    | hiæmɑʔɑ      | hebamɨ        |
| 172 | langue (organe) | anane     | t͡ʃine        | t͡ʃinene       |
| 179 | chaud           | duda      | duɑʔɑ        | tuba          |
| 184 | quoi ?          | ãdaha     | dæhe         | tahi          |
| 187 | blanc           | dea       | teɑʔɑ        | dewɨ          |
| 188 | qui ?           | ãdiha     | di           | ti            |
| 195 | femme           | ɲaxu      | isahu        | it͡suhu        |